# Karel Pešek (jégkorongozó)
Karel Pešek-Káďa (Olomouc, 1895. szeptember 20. – Prága, 1970. szeptember 30.) olimpiai bronzérmes cseh nemzetiségű csehszlovák jégkorongozó és csehszlovák válogatott labdarúgó.
Karrierjét a HC Sparta Prahában kezdte 1913-ban. Mint válogatott először a bohémiai csapatban játszott az 1914-es jégkorong-Európa-bajnokságon. Aranyérmesek lettek. 1914-ben kitört az első világháború, és ezért csak 1919-ben játszott újra.
Részt vett az 1920-as nyári olimpián, ahol a csehszlovák válogatott tagja volt. Első mérkőzésükön a kanadai válogatott 15–0-ra legyőzte őket. Ezután az ezüstéremért játszottak az amerikai válogatottal, és ismét nagyon kikaptak, ezúttal 16–0-ra. A bronzmérkőzésen viszont 1–0-ra legyőzték a svéd válogatottat, és így bronzérmesek lettek.
Az 1921-es Európa-bajnokságon ezüstérmesek lettek. 1922-ben aranyat nyertek, 1923-ban bronzot.
Labdarúgó is volt, és játszott a csehszlovák labdarúgó-válogatottban 44 mérkőzésen 1919 és 1931 között. Kerettag volt az 1920-as nyári olimpián. A döntőben mutatott viselkedés miatt a válogatottat kizárták, és utolsók lettek. Az 1924-es nyári olimpián kilencedikek lettek.
A Sparta Praha labdarúgócsapattal ötszörös bajnok (1919, 1922, 1926, 1927, 1932)